# Manuel Gutiérrez Aragón
Manuel Gutiérrez Aragón (né le 2 janvier 1942 à Torrelavega, en Cantabrie) est un réalisateur, scénariste et écrivain espagnol.

## Biographie
Diplômé en philosophie de l'université centrale de Madrid, José Manuel Gutiérrez Aragón souhaite par la suite entrer à l'école de journalisme madrilène. Le quota d'élèves ayant été atteint, Gutiérrez Aragón se tourne par hasard vers l'école supérieure de cinéma dont il sort diplômé en « Réalisation » dès 1970. Il commence par mettre en scène des courts métrages et révèle d'indéniables qualités de réalisateur avec Habla mudita (1973), son premier long métrage. Il devient aussi le scénariste d'œuvres marquantes du cinéma espagnol des années 1970 comme Furtivos (1975) de José Luis Borau, Las largas vacaciones del 36 (1976) de Jaime Camino ou encore Las truchas (1977) de José Luis García Sánchez. Camada negra (1977) lui permet de recevoir l'Ours d'argent du meilleur réalisateur au 27e Festival de Berlin et Sonámbulos (1978) le Prix de la meilleure mise en scène au 26e Festival de San Sebastián. En 1978, il réalise El corazón del bosque, film d'une rare complexité politique sur les séquelles de la guerre civile espagnole. Dans cette œuvre qui fait date en Espagne, il dirige Ángela Molina qui était déjà l'interprète de Camada negra. Il retrouve la comédienne dans Démons dans le jardin (1982) et L'Autre Moitié du ciel (1986), deux films pour lesquels il se voit décerner la Coquille d'or du Festival international du film de Saint-Sébastien et le Prix du meilleur film espagnol aux Fotogramas de Plata. À noter que La mitad del cielo vaut également à Molina le Prix de la meilleure actrice à San Sebastián et Démons dans le jardin le Prix FIPRESCI du 17e Festival de Moscou à Gutiérrez Aragón. En 1988, le cinéaste obtient, en compagnie d'Antonio Giménez Rico, le Goya du meilleur scénario adapté pour Jarrapellejos. Après avoir réalisé Todos estamos invitados en 2008, il met un terme à sa carrière de metteur en scène de cinéma. Il se consacre néanmoins à l'écriture. Son premier roman, La vida antes de marzo, reçoit le prix Herralde en 2009.
En 2011, il reçoit la Médaille d'or du mérite des beaux-arts par le Ministère de l'Éducation, de la Culture et des Sports.

## Filmographie

### Comme scénariste et réalisateur
- 1973 : Parle, petite muette (Habla, mudita)
- 1977 : Camada negra
- 1978 : Sonámbulos
- 1979 : Le Cœur de la forêt (El corazón del bosque)
- 1981 : Maravillas
- 1982 : Démons dans le jardin (Demonios en el jardín)
- 1984 : Feroz (es)
- 1984 : La noche más hermosa (es)
- 1986 : L'Autre Moitié du ciel (La mitad del cielo)
- 1988 : Malaventura (es)
- 1995 : El rey del río
- 1997 : Cosas que dejé en La Habana
- 2001 : Visionnaires (Visionarios)
- 2002 : El caballero Don Quijote
- 2004 : La vida que te espera
- 2006 : Una rosa de Francia
- 2008 : Todos estamos invitados (es)

### Comme scénariste seulement
- 1975 : Furtivos de José Luis Borau
- 1976 : Las largas vacaciones del 36 de Jaime Camino
- 1977 : Las truchas de José Luis García Sánchez
- 1988 : Jarrapellejos de Antonio Giménez Rico
- 1991 : La noche más larga de J.-L. García Sánchez
- 1992 : El largo invierno de Jaime Camino
- 1993 : El aliento del diablo de Paco Lucio
- 1995 : Cuernos de mujer d'Enrique Urbizu
- 1995 : Los baúles del retorno de María Miró
- 1999 : Cuando vuelvas a mi lado de Gracia Querejeta